# Javier Senosiain
Javier Senosiain es un arquitecto mexicano exponente de la denominada Arquitectura Orgánica. Egresado de la Facultad de Arquitectura de la UNAM. Desarrolla una arquitectura acorde al entorno donde se establece. Sus principales influencias son Frank Lloyd Wright, Friedensreich Hundertwasser, Antoni Gaudí, Rudolph Steiner, la naturaleza y el arte popular mexicano. Ha combinado el ejercicio profesional con la docencia y la investigación.

## Biografía
Egresó con mención honorífica de la entonces Escuela Nacional de Arquitectura de la Universidad Nacional Autónoma de México en 1972. Desde entonces imparte clases de Taller del Diseño y Teoría de la Arquitectura en la facultad de Arquitectura de la Universidad Nacional Autónoma de México. De 1989 a 1991 ocupó el cargo de secretario académico de dicha facultad. En el año 2006 la Facultad de Arquitectura de la UNAM le otorga la “Cátedra Federico Mariscal”.
En el campo de la investigación y experimentación, ha profundizado en la investigación del ferrocemento, también ha realizado estructuras neumáticas para su utilización como cimbra temporal en la elaboración de casas.
En la práctica profesional ha desarrollado proyectos y construcciones de edificios de oficinas, casas habitación, plantas industriales y turismo.

## Movimiento Arquitectónico
La rama de la arquitectura con la cual se pueden describir sus obras es Arquitectura Orgánica que promueve la armonía entre el ser humano y el mundo natural.

## Pensamiento Arquitectónico
Senosiain en cierta ocasión comentó que "el ser humano no debe desprenderse de sus impulsos primigenios, de su ser biológico. Debe recordar que el mismo proviene de un principio natural y que la búsqueda de su morada no puede desligarse de sus raíces; es decir, debe evitar que su hábitat sea antinatural". 
Con el hábitat orgánico nace de la idea de crear un espacio adaptado al hombre, de acuerdo a sus necesidades ambientales, físicas y psicológicas, tomando en cuenta su origen en la naturaleza, y sus antecedentes históricos.
La idea básica: lograr espacios adaptados al cuerpo humano, semejantes al claustro materno, a los refugios de los animales, al de los trogloditas que esculpieron bajo la tierra, al iglú... No un regreso, sí una reconciliación meditada.

## Obras de Importancia

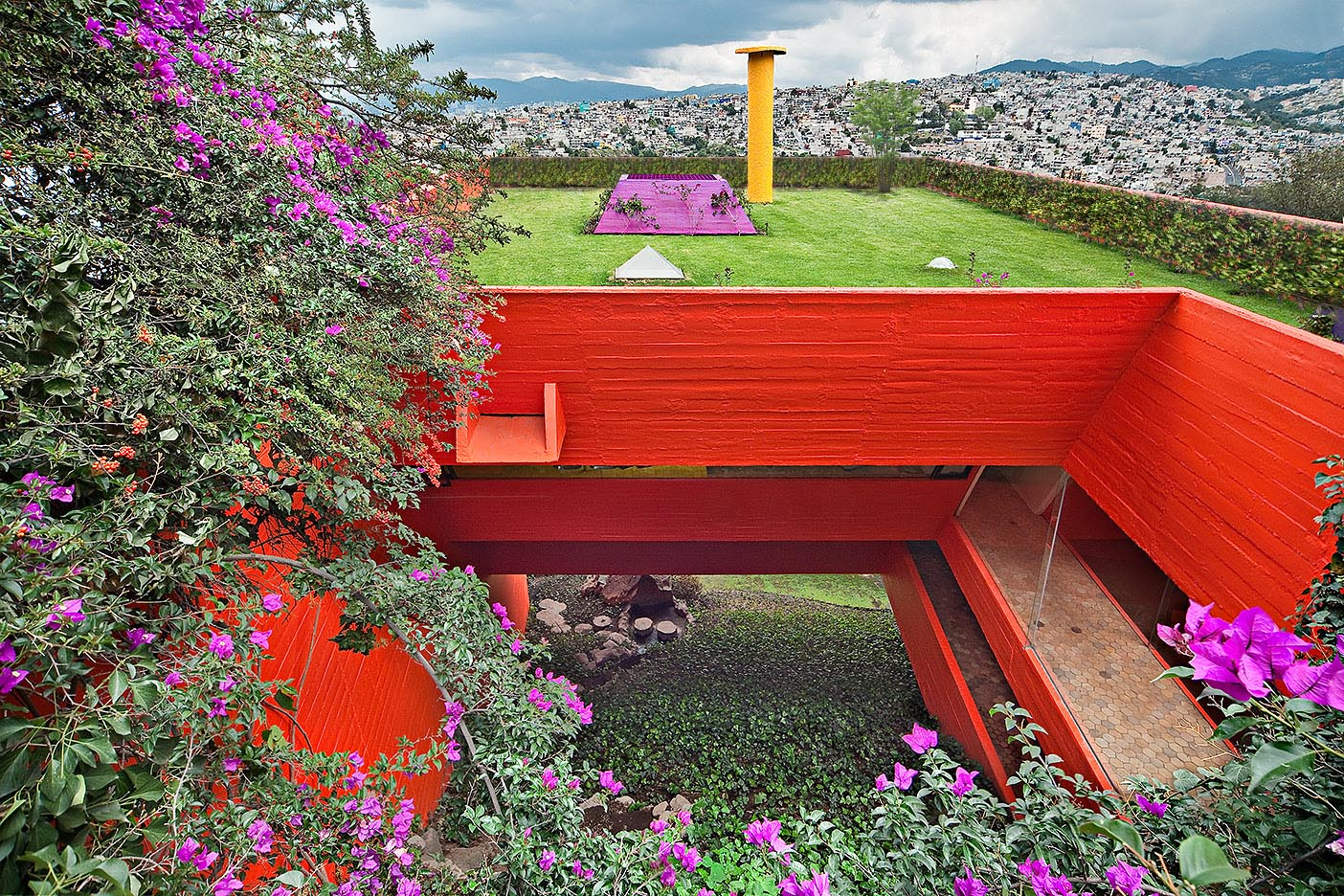
Casa “Pirámide levitando”, Javier Senosiain, Naucalpan, Edo. Méx, Méx. 1978.

Los trabajos de su primer período están caracterizados por una fuerte presencia volumétrica con color en tonos y gamas cuya raíz parte de Luis Barragán.  En la casa “Pirámide Levitando” su volumen trapezoidal de color naranja está suspendido sobre el paisaje anclándola al terreno y permitiendo que el terreno se deslice bajo ella y su área verde se incremente con el jardín en el que se convierte su azotea; la integración del verde y las vistas de la casa, los colores de muros, tragaluz, tiro de la chimenea, etc. Esta búsqueda colorista también se aprecia en los edificios “Pareja Prismática” y los Laboratorios en Celaya “Oasis Productor”.
El siguiente paso que su lenguaje arquitectónico da es en 1984 con la Casa orgánica, donde la idea embrionaria toma forma en una cáscara de cacahuate: dos amplios espacios ovales iluminados unidos por un espacio en penumbras bajo y estrecho. Un espacio para convivir, con estancia, comedor y cocina, y otro para dormir con habitación y baño. Moldeando los muros, pisos, techos y ventanas como si fueran una vasija de barro se creó un espacio adaptado al hombre donde se resolvían sus necesidades de confort y en armonía con las formas de la naturaleza.                
Sus construcciones poseen desde su concepción una integración al espacio exterior. En este concepto radica también un enfoque diferente, más allá de lo racional funcional de cómo debe habitarse una casa, de cómo las actividades que se desarrollan en ella deben estar acunadas por las formas de la casa misma, esto se refleja en el diseño de baños, estancias, cocinas, etc.[1]

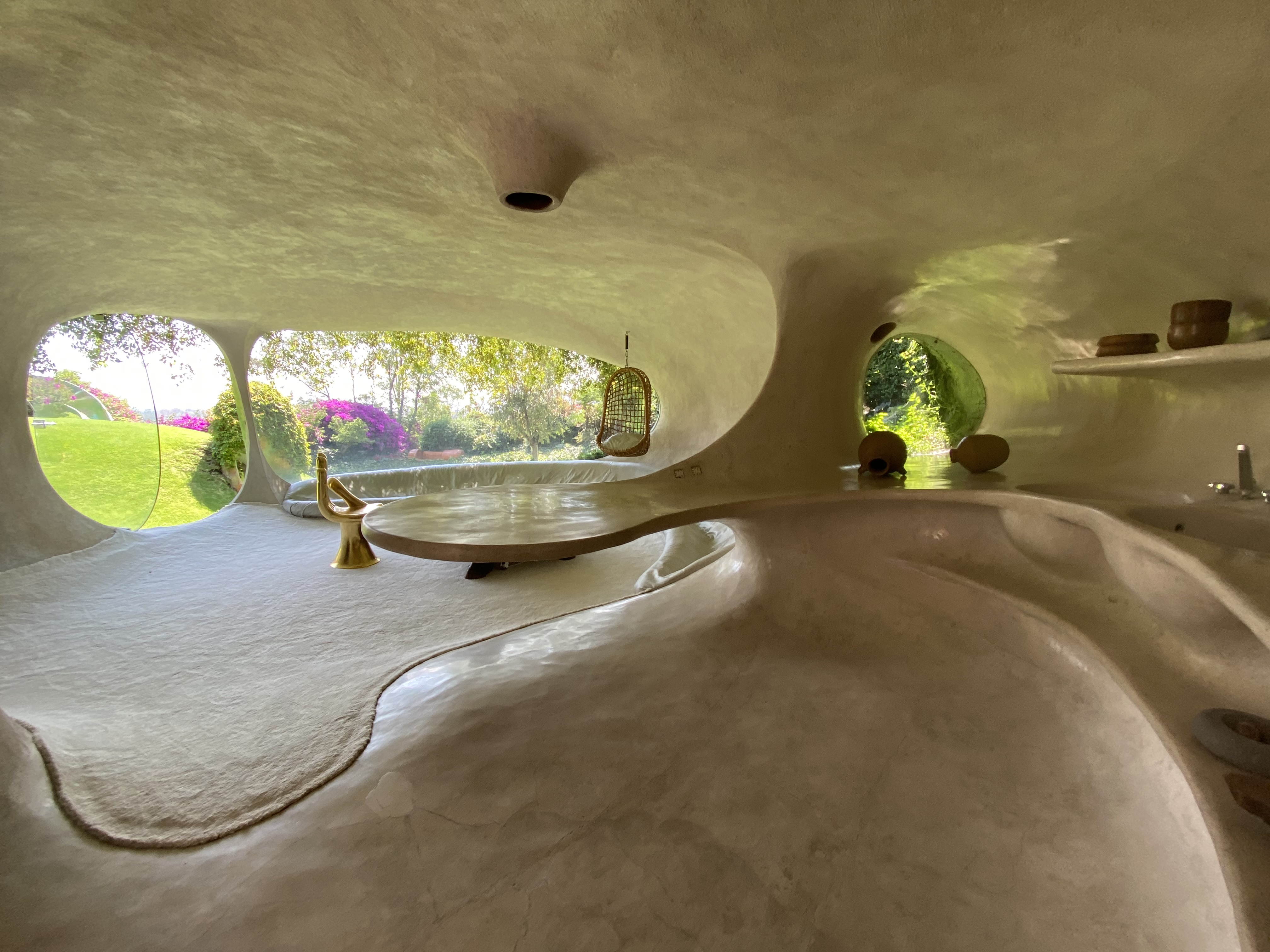
Casa Orgánica. Javier Senosiain.

Para los acabados de sus hábitats orgánicos utiliza materiales como piedras, pedacería de azulejos, mármol, madera, espejos, entre muchos otros.

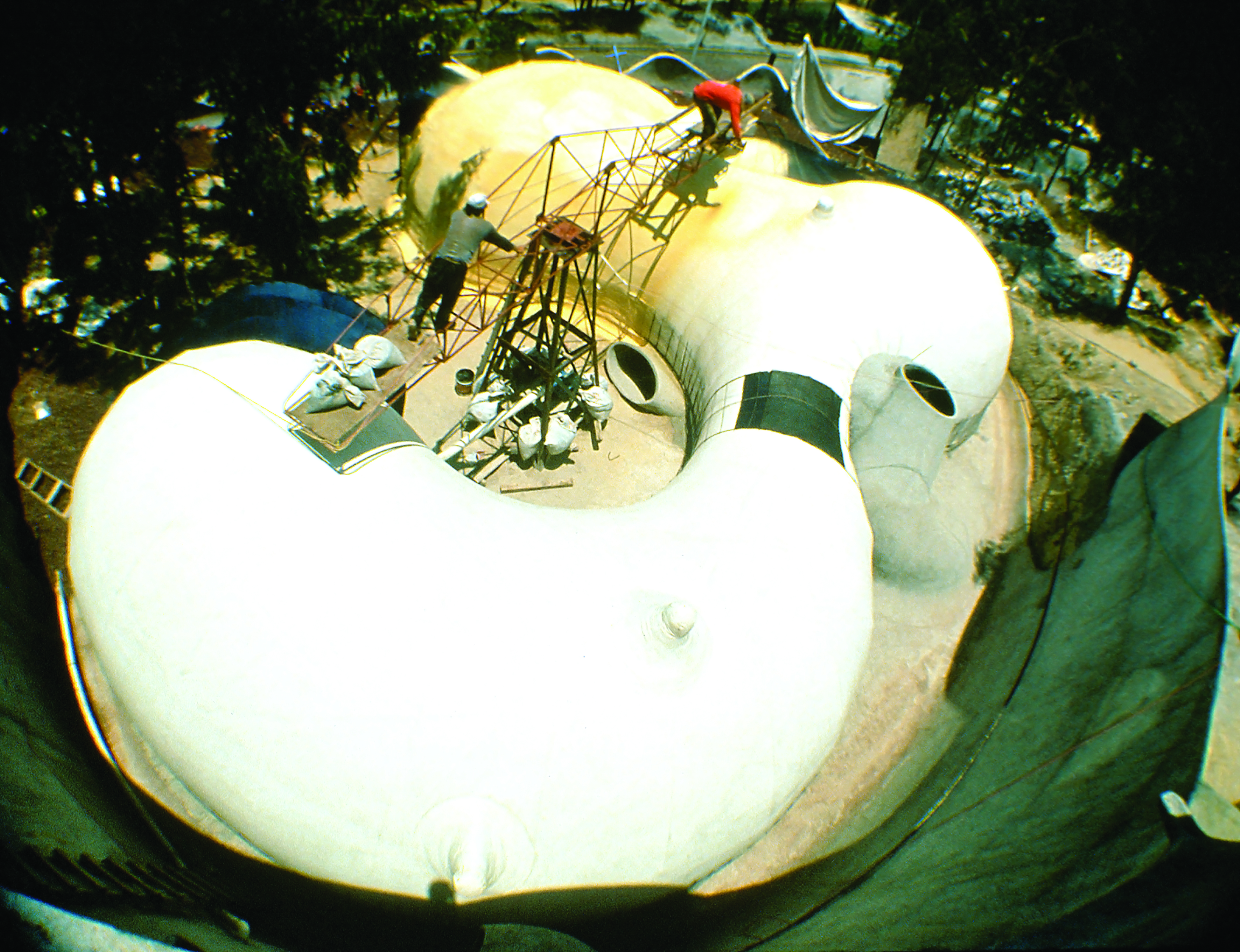
“La ballena mexicana”. Javier Senosiain. Estructura Neumática sobre la que se espreo el Poliuretano. Naucalpan, Edo. de Méx, Méx. 1992.

Posteriormente en “La Ballena Mexicana” y la “Casa Flor” con una cimbra neumática y el espreado de poliuretano se lograron volúmenes continuos resultado de la búsqueda del espacio natural del hombre, sus raíces históricas y culturales, así como las tradiciones constructivas de la plástica mexicana.
En el Conjunto Nido de Quetzalcóatl trabajó con las irregularidades de un terreno muy accidentado con cuevas y cañadas que resultaron ser desafiantes pero inspiradoras para Senosiain.  El proyecto consiste en la construcción de diez departamentos. Las áreas verdes y los espacios abiertos se respetaron para mantener las características naturales del lugar integrando los departamentos al relieve con una volumetría que recuerda el cuerpo de una serpiente. Junto a ese conjunto se realiza el Parque Quetzalcóatl, de 19 hectáreas donde la arquitectura y el paisaje se funden.

## Listado de Obras
- Casa Orgánica (Naucalpan, Edo. Méx, 1984)[4]
- La serpiente (Ciudad de México 1986)[5]
- Ciudad Verde (proyecto, 1985-2014)[6]
- El Cacahuate (Edo. Méx.,1990)[7]
- El Tiburón (Edo. Méx, 1990)[8]

- Ballena Mexicana (Edo. Méx.,1992)[9]
- Casa Flor (Naucalpan, Edo. Méx,1994)[10]
- Conjunto Satélite (Naucalpan, Edo. Méx., 1995)[11]
- El Kiss (Naucalpan, Edo. Méx, 1999)
- Sarape y Sombrero (Guanajuato, México 1994): Tumba de José Alfredo Jiménez.
- Nautilus (Naucalpan, Edo. Méx., 2007)
- Conjunto “Nido de Quetzalcóatl” (Naucalpan, Edo. Méx., 2007)
- El paraguas (Celaya, Guanajuato, 2008)
- El Hongo (Acapulco Gro., 2010)
- NAJWA (Jordania, 2010): “Resort Wadi Rum” Wadi Rum, Jordania (proyecto)
- Auroville (Mac Masters Beach, Australia 2010)
- La Casa del Árbol (Celaya, Guanajuato, 2013)
- Casa Amiba (Itú, Sao Paulo, 2013)
- Villa de los Cisnes (Placencia, Belice, 2014)
- Casa de las Piedras (Brisbone, Australia,2014) (Proyecto)
- Casa entre Árboles (Santa Fe, CDMX, Méx, 2014)
- Parque Quetzalcóatl (Naucalpan, Edo. Méx., 2008-2023) En construcción

## Exposiciones
- “Naturaleza e Identidad como fuente de Inspiración”. Galeria Jose Luis Benlliure, Facultad de Arquitectura. Del 20 de septiembre al 29 de noviembre de 2006
- “Nautilus” The Weird, Wacky and Wonderful exhibition is now open at the Royal Academy of Arts, London in the architecture space. 22 junio al 16 de septiembre de 2012
- “Nido de Quetzalcóatl” Muestra de arquitectura contemporánea mexicana. México en Francia. 6 de abril al 14 de agosto de 2015
- “Arquitectura Orgánica de Senosiain” Museo de Arquitectura en el Palacio de Bellas Artes del 8 de septiembre del 2016 al 12 de febrero de 2017.[12]
- “Javier Senosiain architecture Organique”, Instituto Cultural de México Montreal. septiembre de 2018 a marzo de 2019.
- “Utopía: De la Ficción a lo Factible”.  Museo Tamayo CDMX, octubre de 2018 a enero de 2019.
- “Javier Senosiain Arquitectura Orgánica”, Instituto Cultural de México Miami. 11 de abril al 14 de junio de 2019.
- “Javier Senosiain Organic Architecture”, Mexican Cultural Institute in New Orleans. 25 de julio al 27 de septiembre de 2019.

## Libros

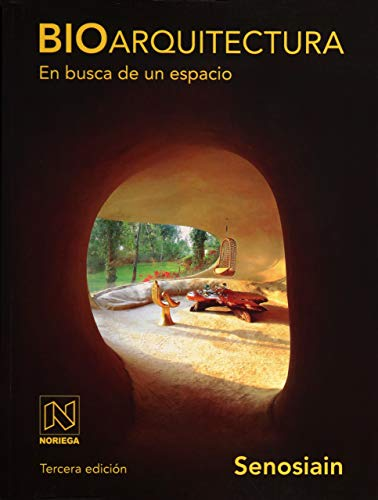
Bio-Arquitectura En busca de un espacio. Javier Senosiain.

- Bio-Arquitectura En busca de un espacio. Javier Senosiain."BioArquitectura, En busca de un Espacio", Javier Senosiain, México, Editorial Noriega.
- "Arquitectura Orgánica de Senosiain", Javier Senosiain, AM Editores.
- "Arquitectura Orgánica"  Javier Senosiain, Editorial Arquine, 2017

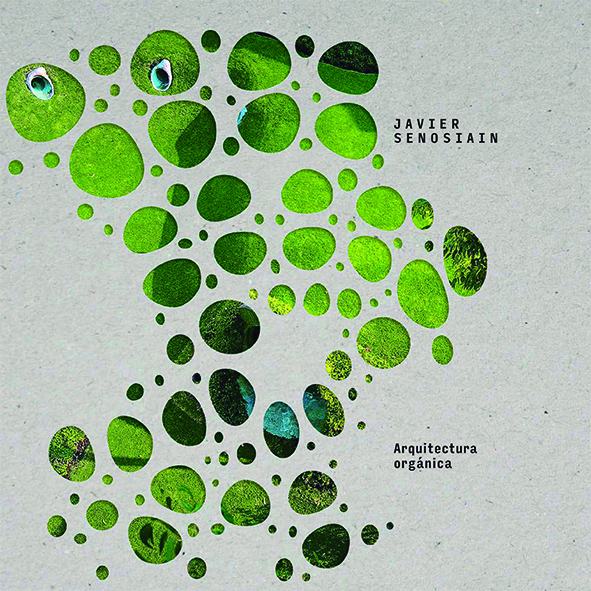
Arquitectura Orgánica, Javier Senosiain, Editorial Arquine, 2017.

- Arquitectura Orgánica, Javier Senosiain, Editorial Arquine, 2017."Memorias de la Exposición en el Museo Nacional de Arquitectura" Javier Senosiain Arquitectura Orgánica. Editorial AM Editores, 2017
- "Arquitectura de raíces, naturaleza e identidad" Cátedra extraordinaria Federico E. Mariscal. Javier Senosiain. UNAM, Facultad de Arquitectura, 2020.